# Мидо
Ахмед Хосам Хюсеин Абделхамид (правопис по Американската система BGN Ahmed Hossam Hussein Abdelhamid), със спортен псевдоним Мидо. Отказва се от футбола през 2013 г.